# Patrick J. Hurley
Pour les articles homonymes, voir Hurley.
Patrick Jay Hurley, né le 8 janvier 1883 en territoire indien, de nos jours Lehigh (Oklahoma) et mort le 30 juillet 1963 à Santa Fe (Nouveau-Mexique), est un homme politique américain. Membre du Parti républicain, il est secrétaire à la Guerre entre 1929 et 1933 dans l'administration du président Herbert Hoover puis  ambassadeur des États-Unis en Chine entre 1944 et 1945.

## Source
- (en) Cet article est partiellement ou en totalité issu de l’article de Wikipédia en anglais intitulé « Patrick J. Hurley » (voir la liste des auteurs).